# Reinaldo Roesch
Reinaldo Roesch (1897 — 1979) foi um empresário e político brasileiro.
Com o título de Barão do Arroz, Reinaldo Roesch foi o homem que transformou Cachoeira do Sul em símbolo dos engenhos e colaborou para a transformação da cidade em pólo industrial, com a construção do Engenho Brasil, em 31 de março de 1921. Desde então, Cachoeira do Sul está situada no cenário estadual, nacional e mundial como um dos principais centros arrozeiros. Hoje, cerca de 60% do arroz produzido no país é cultivado no Rio Grande do Sul.
Reinaldo Carlos Paulo Roesch foi casado com Amália Roesch e pais de Yeda Roesch(1925-2011) foi casada com Sylvio Ramos da Silva,Yone Roesch (casada com Vicente Gomes de Campos),Yelva Roesch (casada com Paulo Honorato Santos) e Yara Roesch Grazia casada com o arquiteto e engenheiro civil Syllas Grazia, é o responsável pela elaboração do pré-projeto de restauração do Engenho Brasil. Ele apresentou um áudio visual mostrando a importância da valorização cultural do antigo prédio, pela sua importância durante os áureos tempos da economia orizícola, mas também pelo resgate cultural.
1921,31 de março - Fundação da firma “Reinaldo Roesch & Cia. Ltda.” - que tornou-se a potente firma “Reinaldo Roesch S. A.” (cultura, indústria e comércio de arroz) > proprietária do “Engenho Brasil.”
A família Roesch hoje vive na Alemanha, Estados Unidos e no Brasil nas cidades de Cachoeira do Sul, Santa Cruz, Candelária, Porto Alegre e São Paulo.
Os Roesch compõe uma família de no máximo 50 pessoas no Brasil.
Reinaldo Roesch foi eleito deputado estadual, pelo PSD, para a 37ª Legislatura da Assembleia Legislativa do Rio Grande do Sul, de 1947 a 1951.